# کاج نرم‌سوزن
کاج نرم‌سوزن (نام علمی: Pinus flexilis) نام یک گونه از سرده کاج است.